# Линдси (Оклахома)
Линдси (енгл. Lindsay) град је у америчкој савезној држави Оклахома.

## Демографија
По попису из 2010. године број становника је 2.840, што је 49 (-1,7%) становника мање него 2000. године.
| Група             | 2000.         | 2010.         |
| Белци             | 2.618 (90,6%) | 2.429 (85,5%) |
| Афроамериканци    | 4 (0,1%)      | 5 (0,2%)      |
| Азијати           | 3 (0,1%)      | 2 (0,1%)      |
| Хиспаноамериканци | 36 (1,2%)     | 169 (6,0%)    |
| Укупно            | 2.889         | 2.840         |